# سالاسوکا
سالاسوکا (به بلغاری: Salasuka) یک منطقهٔ مسکونی در بلغارستان است که در شهرستان دریانوو واقع شده‌است.